# Adéla Bohadlo
Adéla Bohadlo (rodným příjmením Lounková, později Jonášová, * 29. prosince 1990 České Budějovice) je česká zpěvačka folkové a populární hudby, dcera folkové zpěvačky Pavlíny Jíšové.

## Hudební kariéra
Adéla se narodila v Českých Budějovicích do hudební rodiny, která ji od dětství ovlivňovala. Matka je folková zpěvačka Pavlína Jíšová a otec Rostislav Lounek amatérský hudebník. Babička vedla dětský folklorní soubor, do kterého chodila od 4 let. Od šesti let navštěvovala hudební školu v oborech klavír a zpěv, kde udělala dva cykly v obou oborech. Také navštěvovala dramatický kroužek a recitaci.
V roce 2010 odmaturovala na Biskupském gymnáziu J. N. Neumanna. Poté studovala bakalářský obor Psychologie na Jihočeské univerzitě a dvouoborové magisterské studium Učitelství psychologie pro střední školy a Výchova ke zdraví pro 2. stupeň základních škol. 
Od 13 let psala písně. Osm let koncertovala se skupinou matky, než v roce 2018 začala jako písničkářka vystupovat samostatně. V roce 2019 navázala spolupráci s kytaristou Oldřichem Bohadlo. Aby si ji nepletli se zpěvačkou Olgou Lounovou, změnila si na radu Jaromíra Nohavici jméno na Jonášová.[zdroj⁠?!]

## Diskografie
- EP Teď a tady 2015
- CD Dobrodruh 2016[3]

## Písně
- Planety
- Věda a my
- Dobrodruh
- Apačapunkáč
- Dotočná
- Kuřátko
- Dvě kotvy
- Píseň do deníku
- Teď a tady
- Dejvice
- Kolik andělů
- Létající ryba
- Salsa
- Otec a dcera